# Jean Földeák
Jean Földeák (* 9. Juni 1903 in Hitiaș, Kreis Timiș, seinerzeit Ungarn, heute Rumänien; † 5. März 1993 in München) war ein deutscher Ringer.

## Werdegang
Jean Földeak wuchs in Ungarn auf, ging zu den Ringern und erlernte den Schlosserberuf. 1924 wollte er in die USA auswandern, erhielt aber kein Visum und blieb in Hamburg, wo er sich wieder einem Ringerverein anschloss. 1927 erhielt er die deutsche Staatsbürgerschaft. Bereits 1926 erregte er in der deutschen Ringerwelt durch einen Sieg über Europameister Fritz Bräun, Kreuznach, Aufmerksamkeit. Ab 1927 nahm er mit Erfolg an deutschen, ab 1929 auch an internationalen Meisterschaften teil. Er war dabei der erste deutsche Ringer überhaupt, der an internationalen Meisterschaften der Amateure im Freistilringen teilnahm und dazu sehr erfolgreich war. Im Jahre 1932 nahm er an den Olympischen Spielen in Los Angeles teil. In seiner Paradedisziplin, dem Freistilringen, scheiterte er dabei im Weltergewicht an einem US-amerikanischen Ringer und belegte nur den 4. Platz. Er startete daraufhin kurzentschlossen auch im griechisch-römischen Stil, wo er aber, da er zwischenzeitlich zugenommen hatte und das Limit für das Weltergewicht nicht mehr brachte, im Mittelgewicht antreten musste. Er brachte dabei das Kunststück fertig, hinter dem Finnen Väinö Kokkinen die Silbermedaille zu gewinnen. 1935 beendete er seine aktive Laufbahn. Er wurde Reichstrainer für Ringen, ging nach Differenzen mit deutschen Funktionären nach Polen, kehrte zurück, wurde wieder Reichstrainer und war nach dem Zweiten Weltkrieg bis 1966 Bundestrainer. Nach 1945 gründete er in München eine Firma zur Produktion von Ringermatten und Trainingsgeräten für den Ringersport, die noch heute auf dem Markt führend ist.

## Internationale Erfolge
(OS = Olympische Spiele, EM = Europameisterschaft, GR = griechisch-römischer Stil, F = Freistil, We = Weltergewicht, Mi = Mittelgewicht, damals bis 73 kg bzw. 79 kg Körpergewicht)
- 1929 4. Platz, Europameisterschaft in Dortmund, GR, Mi, mit Siegen über Kavals, Lettland, van der Sipp, Frankreich und Niederlagen gegen Väinö Kokkinen, Finnland und József Tunyogi, Ungarn;
- 1929, 2. Platz, Intern. Turnier in Kopenhagen, GR, We, hinter Tresdorf Jörgensen u. vor Peter Andersen, bde. Dänemark;
- 1930 3. Platz, EM in Stockholm, GR, We, mit Siegen über Nilsen, Norwegen, Askehave, Dänemark, Bergström, Schweden und Niederlagen gegen Zombori, Ungarn und Mikko Nordling, Finnland;
- 1931 1. Platz, EM in Budapest, F, We, mit Schultersiegen über Hermann Gehri, Schweiz, Fidel, Italien, Roosen, Belgien und Zombori;
- 1931, 2. Platz, Intern. Turnier in Göteborg, GR, We, hinter Erik Malmberg, Schweden u. vor Björkman, Schweden;
- 1931, 1. Platz, Intern. Turnier in Malmö, GR, Mi, vor Kukk, Estland u. Tage Assarsson, Schweden;
- 1931. 1. Platz, Intern. Turnier in Norrköping, GR, We, vor Lindblom u. E. Petterssen, Schweden;
- 1932 4. Platz, OS in Los Angeles, F, We, mit Siegen gegen Lindblom, Schweden, Jensen, Dänemark und einer Niederlage gegen Daniel Mac Donald, Kanada;
- 1932 Silbermedaille, OS in Los Angeles, GR, Mi, mit Sieg über Axel Cadier, Schweden und Niederlage gegen Kokkinen;
- 1933 2. Platz, EM in Helsinki, GR, Mi, mit Siegen über Edvard Westerlund, Finnland, Karl Kullisaar, Estland und Niederlage gegen Cadier;
- 1933 1. Platz, EM in Paris, F, We, mit Siegen über Bukovac, Jugoslawien, Arnaud, Frankreich, Tasnady, Ungarn und Hans Minder, Schweiz;
- 1934 1. Platz, EM in Stockholm, F, We, mit Siegen über Károly Kárpáti, Ungarn. Arvi Pihlajamäki, Finnland und Ture Andersson, Schweden;

In sieben Länderkämpfen siegt er fünfmal für Deutschland.

## Erfolge bei deutschen Meisterschaften
- 1927 2. Platz in Nürnberg, gr, Mi, hinter Hermann Simon, Koblenz;
- 1928 2. Platz in Koblenz, gr, Mi, hinter Eduard Krämer, Duisburg und vor Fritz Bräun, Kreuznach;
- 1929 1. Platz in Villingen, gr, We, vor Josef Hamper, Nürnberg;
- 1930 1. Platz in Breslau, fr, We, vor Hermann Simon;
- 1931 2. Platz in Schonungen, gr, We, hinter Oswald Möchel, Köln;
- 1932 3. Platz in Dortmund, gr, We, hinter Möchel und Eugen Häßler, Tuttlingen